# Fredericksburg, Iowa
Fredericksburg là một thành phố thuộc quận Chickasaw, tiểu bang Iowa, Hoa Kỳ. Năm 2010, dân số của thành phố này là 931 người.

## Dân số
Dân số qua các năm:
- Năm 2000: 984 người.
- Năm 2010: 931 người.